# 高知県道13号高知空港線
高知県道13号高知空港線（こうちけんどう13ごう こうちくうこうせん）は、高知県南国市を通る県道である。

## 概要
南国市久枝から同市物部に至る。
高知大学・高知工業高等専門学校・高知空港付近を通り、主に学生の登下校や高知空港の利用者が通る重要な道路である。

### 路線データ
- 起点：南国市久枝（高知県道14号春野赤岡線交点）
- 終点：南国市物部（国道55号交点）

## 歴史
- 1993年（平成5年）5月11日 - 建設省から、県道高知空港線が高知空港線として主要地方道に指定される[1]。
- 2016年（平成28年）
  - 3月15日 - 高知県告示第134号により、高知県道373号高知空港インター線の全区間が本路線との重用区間となる[2]。
  - 3月31日 - 高知県告示第202号により、高知県道373号高知空港インター線を廃止[3]。
  - 4月1日 - 高知県告示第214号により、高知高専前交差点以北は旧高知県道373号高知空港インター線だった区間のみとなり、旧道は南国市道となった[4]。

## 地理

### 通過する自治体
- 南国市

### 交差する道路
| 交差する道路           | 交差する場所 | 交差する場所     |
| ---------------------- | ------------ | ---------------- |
| 高知県道14号春野赤岡線 | 久枝         | 起点             |
| E55 高知東部自動車道   | 物部         | 4 高知龍馬空港IC |
| 国道55号               | 物部         | 終点             |

### 沿線
- 高知大学農学部
- 高知龍馬空港
- 高知工業高等専門学校